# Mykanów (gemeente)
De gemeente Mykanów is een landgemeente in het Poolse woiwodschap Silezië, in powiat Częstochowski.
De zetel van de gemeente is in Mykanów.
Op 30 juni 2004 telde de gemeente 13 759 inwoners.

## Oppervlakte gegevens
In 2002 bedroeg de totale oppervlakte van gemeente Mykanów 140,64 km², waarvan:
- agrarisch gebied: 82%
- bossen: 11%

De gemeente beslaat 9,26% van de totale oppervlakte van de powiat.

## Demografie
Stand op 30 juni 2004:
| Omschrijving                   | Totaal | Totaal | Vrouwen | Vrouwen | Mannen | Mannen |
| ------------------------------ | ------ | ------ | ------- | ------- | ------ | ------ |
| eenheid                        | aantal | %      | aantal  | %       | aantal | %      |
| inwoners                       | 13 759 | 100    | 6908    | 50,2    | 6851   | 49,8   |
| bevolkingsdichtheid (inw./km²) | 97,8   | 97,8   | 49,1    | 49,1    | 48,7   | 48,7   |

In 2002 bedroeg het gemiddelde inkomen per inwoner 1221,03 zł.

## Plaatsen
Adamów, Borowno, Cykarzew Północny, Czarny Las, Grabowa, Jamno, Kokawa, Kuźnica Kiedrzyńska, Kuźnica Lechowa, Lubojna, Łochynia, Mykanów, Nowy Broniszew, Nowy Kocin, Osiny, Radostków, Rusinów, Rybna, Stary Broniszew, Stary Cykarzew, Stary Kocin, Wierzchowisko, Wola Hankowska, Dudki.

## Aangrenzende gemeenten
Częstochowa, Kłobuck, Kłomnice, Kruszyna, Miedźno, Nowa Brzeźnica, Rędziny